# Alec Baldwin
Alexander Rae Baldwin III, detto Alec (Amityville, 3 aprile 1958), è un attore e comico statunitense.
Nel corso della sua carriera ha ottenuto diversi premi e candidature tra cui tre Emmy Awards, otto Screen Actors Guild Awards, tre Golden Globe, una candidatura al Tony Award al miglior attore protagonista in un'opera teatrale per il suo lavoro a Broadway e una all'Oscar al miglior attore non protagonista per The Cooler.

## Biografia
Nato nel 1958 a Amityville, primo dei quattro figli maschi dei coniugi Carolyn e Alexander Baldwin, la sua famiglia ha origini irlandesi, francesi e britanniche. Già a 9 anni è protagonista di un filmino amatoriale dal titolo Frankenstein. Prima di calcare il palcoscenico lavora come cameriere, autista e venditore di magliette. Appartenente alla numerosa famiglia Baldwin, costituita da numerosi celebri attori, accademici e musicisti, ha tre fratelli: Daniel, William e Stephen.

### Carriera cinematografica
Nel 1979 entra nella prestigiosa Academy Studios e all'età di 28 anni debutta nel film televisivo La divisa strappata (1986) di Glenn Jordan. Il successo dell'opera lo porta a esordire nel cinema con Forever Lulu (1987) e da qui inizia la scalata con Beetlejuice - Spiritello porcello (1988) di Tim Burton e Talk Radio (1988) di Oliver Stone. Nello stesso anno dà vita a due memorabili personaggi di "sciupafemmine", in Una donna in carriera e Una vedova allegra... ma non troppo, che determinano la sua ascesa a Hollywood. Nel 1989 partecipa al film biografico Great Balls of Fire! - Vampate di fuoco. Dopo l'interpretazione di uno psicopatico in Miami Blues (1989), infatti, Baldwin ottiene ruoli importanti in pellicole di primo piano come Caccia a Ottobre Rosso (1990) con Sean Connery. Anche Woody Allen lo nota e lo impiega in Alice (1990) con Mia Farrow.

Nella pellicola Bella, bionda... e dice sempre sì (1991), incontra la futura moglie Kim Basinger. Continua la sua carriera con Americani (1992), Malice - Il sospetto (1993) accanto a Nicole Kidman e Getaway (1994), remake del film di Sam Peckinpah. Dopo qualche flop (L'Uomo Ombra del 1994) la sua carriera subisce una battuta d'arresto, parzialmente compensata da ruoli da cattivo come quello del killer de Il giurato (1996), del fotografo invidioso de L'urlo dell'odio (1997) e del misterioso colonnello in Codice Mercury (1998). Nel 2002 è protagonista del film Hollywood, Vermont. e nello stesso anno divorzia dalla Basinger.

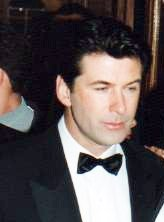
Alec Baldwin ai Premi César 1994

Dall'inizio del nuovo secolo Baldwin sembra essersi specializzato nel ruolo di arrogante capitano d'industria, ed è molto richiesto in film di spicco, quali Il gatto... e il cappello matto (2003) di Bo Welch, The Aviator (2004) di Martin Scorsese, Elizabethtown (2005) con Orlando Bloom e Kirsten Dunst, Dick & Jane - Operazione furto (2005) con Jim Carrey, The Departed - Il bene e il male (2006) di Scorsese e  The Good Shepherd - L'ombra del potere diretto e interpretato da Robert De Niro.
Nel 2001 dirige Patto con il diavolo, in cui recita con Anthony Hopkins, Jennifer Love Hewitt e Dan Aykroyd. Mentre il film è ancora in produzione, diviene una risorsa in un processo di frode della banca federale quando l'investitore Jed Barron è condannato per frode bancaria. La pellicola viene infine acquisita da The Yari Group senza il coinvolgimento di Baldwin.

Dal 2006 al 2013 interpreta il ruolo di Jack Donaghy nella serie TV 30 Rock, in onda sull'emittente NBC. Insieme a Steve Martin, presenta la cerimonia dei Premi Oscar 2010. Nel 2009 annuncia il suo ritiro da attore, proposito smentito in quanto Baldwin recita poi in alcuni film tra cui Hick, Rock of Ages, To Rome with Love, AmeriQua e Le 5 leggende, dove presta la propria voce a Babbo Natale. Il 4 febbraio 2012 presenta lo spettacolo di premi NFL Honors 2011, così come anche l'edizione successiva il 2 febbraio 2013.

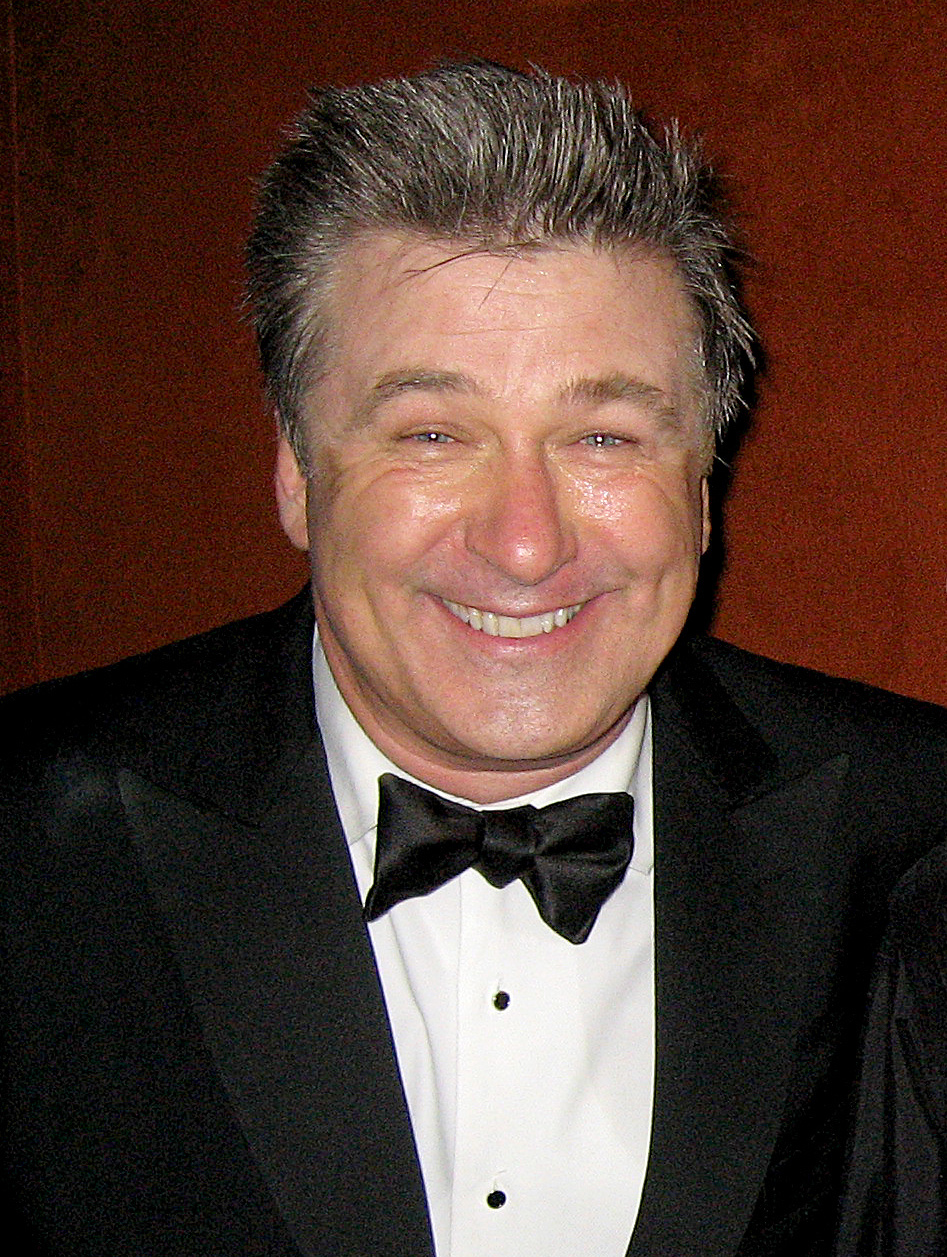
Alec Baldwin ai Screen Actors Guild Awards 2009

Nel 2014 partecipa al film Still Alice, al fianco di Julianne Moore, che gli ha consigliato il ruolo per avere la possibilità di lavorare di nuovo insieme. Nel 2016, durante la campagna per le elezioni presidenziali degli Stati Uniti, propone una riuscita imitazione di Donald Trump per il programma Saturday Night Live, collaborando con Kate McKinnon che interpreta il ruolo di Hillary Clinton. Nel 2017 è tra i doppiatori, nella versione originale, del cartone animato Baby Boss. Nello stesso anno è nominato co-presidente dell'Actors Studio (insieme ad Ellen Burstyn e Al Pacino) in sostituzione di Harvey Keitel.
Nel 2016 inizia a presentare una nuova versione del gioco Match Game sul canale ABC. Nel 2017 subentra come conduttore unico di The Essentials di TCM dopo la morte del suo co-conduttore, Robert Osborne. Il 3 marzo 2018, dopo la trasmissione dei 90th Academy Awards, la ABC trasmette un episodio di anteprima del talk show The Alec Baldwin Show, all'epoca chiamato Sundays With Alec Baldwin, che debutta formalmente con un ordine di nove episodi in autunno.
Baldwin recita in Mission: Impossible - Rogue Nation, la quinta puntata della serie Mission: Impossible (31 luglio 2015) e riprende il ruolo in Mission: Impossible - Fallout (27 luglio 2018). Il successivo 27 agosto viene annunciato che Baldwin si unirà al cast di Joker, interpretando Thomas Wayne, padre di Bruce Wayne. Due giorni dopo, tuttavia, l'attore si ritira dal ruolo a causa di altri impegni.

## Vita privata
Nel maggio 1990 Baldwin conosce l'attrice Kim Basinger durante le riprese del film Bella, bionda... e dice sempre sì. I due si sposano il 19 agosto 1993 e hanno una figlia, Ireland (1995). La coppia si separa il 5 dicembre 2000 e divorzia il 3 settembre 2002. In seguito a un turbolento divorzio, Baldwin affronta una lunga e dura battaglia legale per poter continuare a vedere e frequentare la figlia.
Nell'agosto 2011 inizia a frequentare Hillary Thomas, ora nota come Hilaria, una istruttrice di yoga e cofondatrice della catena Yoga Vida a Manhattan, New York. Baldwin e la Thomas si trasferiscono dall'Upper West Side a Greenwich Village in agosto. La coppia si fidanza ufficialmente nell'aprile 2012 e si sposa il 30 giugno 2012 nella cattedrale di St. Patrick a New York. Hanno cinque figli: Carmen Gabriela (2013) Rafael Thomas (2015), Leonardo Àngel Charles (2016), Romeo Alejandro David (2018), Eduardo Pau Lucas (2020). Inoltre ha avuto da una madre surrogata María Lucía Victoria (2021) e Ilaria Catalina Irena (2022).

## Questioni legali
Nel 2014 Baldwin viene fermato mentre guida la sua bicicletta contromano su una strada a senso unico. L'attore, sprovvisto di documenti, inveisce contro le due agenti che successivamente lo arrestano.
Il 26 novembre 2018 compare in un tribunale di New York per affrontare un'accusa di aggressione e molestie dopo una disputa di parcheggio nel West Village di Manhattan il 2 novembre. Il 23 gennaio 2019 Baldwin si dichiara colpevole di molestie e accetta di frequentare un corso di un giorno per la gestione della rabbia.

## L'incidente sul set diRust
Il 21 ottobre 2021, durante le riprese sul set del film Rust, Baldwin causa involontariamente la morte della direttrice della fotografia Halyna Hutchins e il ferimento del regista Joel Souza, sparando con un'arma caricata con proiettili veri. Il 19 gennaio 2024 la Procura del Nuovo Messico incrimina Baldwin per omicidio colposo. Il 12 luglio dello stesso anno le accuse contro l'attore vengono archiviate.

## Filantropia
Nel 1996 insieme alla madre Carol, Baldwin crea la Carol M. Baldwin Cancer Research Fund e il Carol M. Baldwin Breast Care Center presso lo Stony Brook University Hospital. Tra il 2010 e il 2013 è portavoce di Capital One e il suo stipendio di circa 15 milioni di dollari è donato in beneficenza.
Nel marzo 2011 dona 1 milione di dollari alla New York Philharmonic (di cui è stato membro del consiglio di amministrazione) e 500000 $ alla Roundabout Theatre Company, dove ha rappresentato spettacoli teatrali a New York. Successivamente la sua fondazione dona buoni regalo di librerie alle biblioteche di Long Island per sostenere programmi di alfabetizzazione.

## Filmografia

### Attore

#### Cinema
- Forever, Lulù, regia di Amos Kollek (1987)
- Un amore rinnovato (She's Having a Baby), regia di John Hughes (1988)
- Beetlejuice - Spiritello porcello (Beetlejuice), regia di Tim Burton (1988)
- Una vedova allegra... ma non troppo (Married to the Mob), regia di Jonathan Demme (1988)
- Una donna in carriera (Working Girl), regia di Mike Nichols (1988)
- Talk Radio, regia di Oliver Stone (1988)
- Great Balls of Fire! - Vampate di fuoco (Great Balls of Fire!), regia di Jim McBride (1989)
- Caccia a Ottobre Rosso (The Hunt for Red October), regia di John McTiernan (1990)
- Miami Blues, regia di George Armitage (1990)
- Alice, regia di Woody Allen (1990)
- Bella, bionda... e dice sempre sì (The Marrying Man), regia di Jerry Rees (1991)
- Doppia anima (Prelude to a Kiss), regia di Norman René (1992)
- Americani (Glengarry Glen Ross), regia di James Foley (1992)
- Malice - Il sospetto (Malice), regia di Harold Becker (1993)
- Getaway (The Getaway), regia di Roger Donaldson (1994)
- L'Uomo Ombra (The Shadow), regia di Russell Mulcahy (1994)
- Il giurato (The Juror), regia di Brian Gibson (1996)
- Omicidio a New Orleans (Heaven's Prisoners), regia di Phil Joanou (1996)
- L'agguato - Ghosts from the Past (Ghosts of Mississippi), regia di Rob Reiner (1996)
- L'urlo dell'odio (The Edge), regia di Lee Tamahori (1997)
- Codice Mercury (Mercury Rising), regia di Harold Becker (1998)
- Ladri per la pelle (Thick as Thieves), regia di Scott Sanders (1998)
- The Confession, regia di David Hugh Jones (1998)
- Notting Hill, regia di Roger Michell (1999) - cameo non accreditato
- L'occasione per cambiare (Outside Providence), regia di Michael Corrente (1999)
- Thomas and the Magic Railroad, regia di Britt Allcroft (2000)
- Hollywood, Vermont., regia di David Mamet (2000)
- Pearl Harbor, regia di Michael Bay (2001)
- Pluto Nash (The Adventures of Pluto Nash), regia di Ron Underwood (2002) - cameo non accreditato
- The Cooler, regia di Wayne Kramer (2003)
- Il gatto... e il cappello matto (The cat in the Hat), regia di Bo Welch (2003)
- Patto con il diavolo (Shortcut to Happiness), regia di Alec Baldwin (2003)
- ...e alla fine arriva Polly (Along came Polly), regia di John Hamburg (2004)
- Last Shot (The Last Shot), regia di Jeff Nathanson (2004)
- The Aviator, regia di Martin Scorsese (2004)
- Elizabethtown, regia di Cameron Crowe (2005)
- Dick & Jane - Operazione furto (Fun with Dick and Jane), regia di Dean Parisot (2005)
- La prima volta di Niky (Mini's First Time), regia di Nick Guthe (2006)
- The Departed - Il bene e il male (The Departed), regia di Martin Scorsese (2006)
- Correndo con le forbici in mano (Running with Scissors), regia di Ryan Murphy (2006)
- The Good Shepherd - L'ombra del potere (The Good Shepherd), regia di Robert De Niro (2007)
- Suburban Girl, regia di Marc Klein (2007)
- La ragazza del mio migliore amico (My Best Friend's Girl), regia di Howard Deutch (2008)
- La custode di mia sorella (My Sister's Keeper), regia di Nick Cassavetes (2009)
- È complicato (It's Complicated), regia di Nancy Meyers (2009)
- Teenage Paparazzo, regia di Adrian Grenier (2010)
- The Last Play at the Sea, regia di Paul Crowder (2010)
- Hick, regia di Derick Martini (2011)
- To Rome with Love, regia di Woody Allen (2012)
- Rock of Ages, regia di Adam Shankman (2012)
- AmeriQua, regia di Marco Bellone e Giovanni Consonni (2013)
- Blue Jasmine, regia di Woody Allen (2013)
- Still Alice, regia di Richard Glatzer e Wash Westmoreland (2014)
- Torrente 5: Operación Eurovegas, regia di Santiago Segura (2014)
- Sotto il cielo delle Hawaii (Aloha), regia di Cameron Crowe (2015)
- Mission: Impossible - Rogue Nation, regia di Christopher McQuarrie (2015)
- Andròn: The Black Labyrinth, regia di Francesco Cinquemani (2015)
- Zona d'ombra (Concussion), regia di Peter Landesman (2015)
- Parigi può attendere (Paris Can Wait), regia di Eleanor Coppola (2016)
- Amore inaspettato (Blind), regia di Michael Mailer (2016)
- L'eccezione alla regola (Rules Don't Apply), regia di Warren Beatty (2016)
- The Private Life of a Modern Woman, regia di James Toback (2017)
- The Public, regia di Emilio Estevez (2018)
- BlacKkKlansman, regia di Spike Lee (2018)
- Mission: Impossible - Fallout, regia di Christopher McQuarrie (2018)
- A Star Is Born, regia di Bradley Cooper (2018) - cameo
- Ubriachi d'amore (Drunk Parents), regia di Fred Wolf (2019)
- Motherless Brooklyn - I segreti di una città (Motherless Brooklyn), regia di Edward Norton (2019)
- Pixie, regia di Barnaby Thompson (2020)
- Chick Fight - Le ragazze del ring (Chick Fight), regia di Paul Leyden (2020)
- Il magico mondo di Billie (Billie's Magic World), regia di Francesco Cinquemani (2022)
- 97 minuti (97 Minutes), regia di Timo Vuorensola (2023)
- Supercell, regia di Herbert James Winterstern (2023)
- Clear Cut, regia di Brian Skiba (2024)
- L'assassino di Crescent City (Crescent City), regia di R. J. Collins (2024)

#### Televisione
- The Doctors – serie TV (1980)
- Houston pronto soccorso (Cutter to Houston) – serie TV (1983)
- Sweet Revenge, regia di David Greene – film TV (1984)
- Love on the Run, regia di Gus Trikonis – film TV (1985)
- Hotel – serie TV, un episodio (1985)
- California – serie TV, 40 episodi (1984-1985)
- La divisa strappata (Dress Gray), regia di Glenn Jordan – film TV (1986)
- Alamo - 30 giorni di gloria, regia di Burt Kennedy – film TV (1987)
- The Larry Sanders Show – serie TV, un episodio (1993)
- Un tram che si chiama desiderio (A Streetcar Named Desire), regia di Glenn Jordan – film TV (1995)
- Il processo di Norimberga (Nuremberg) – miniserie TV (2000)
- Friends – serie TV, episodi 8x17-8x18 (2002)
- Path to War - L'altro Vietnam (Path to War), regia di John Frankenheimer – film TV (2002)
- Walking with Cavemen – serie TV, 4 episodi (2003)
- L'uomo dal doppio passato (Second Nature), regia di Ben Bolt – film TV (2003)
- Nip/Tuck – serie TV, episodio 2x16 (2004)
- Las Vegas – serie TV, 2 episodi (2003–2004)
- Will & Grace – serie TV, 10 episodi (2005-2019)
- 30 Rock – serie TV, 139 episodi (2006-2013)
- Law & Order - Unità vittime speciali (Law & Order: Special Victims Unit) – serie TV, episodio 15x18 (2014)
- The Alec Baldwin Show – programma televisivo, 10 puntate (2018)
- Dr. Death – serie TV, 8 episodi (2021-in corso)

#### Documentari
- Riccardo III - Un uomo, un re (Looking for Richard), regia di Al Pacino (1996)
- Sedotti e abbandonati (Seduced and Abandoned), regia di James Toback (2013)
- La storia di John DeLorean (Framing John DeLorean), regia di Don Argott e Sheena M. Joyce (2019)

### Doppiatore
- Un giorno da ricordare (Two Bits), regia di James Foley (1995) - narratore
- Il trenino Thomas (Thomas and Friends) – serie animata (1998-2002)
- Come cani e gatti (Cats & Dogs), regia di Lawrence Guterman (2001)
- Final Fantasy (Final Fantasy: The Spirits Within), regia di Hironobu Sakaguchi e Motonori Sakakibara (2001)
- I Tenenbaum (The Royal Tanenbaums), regia di Wes Anderson (2001) - narratore
- SpongeBob - Il film, regia di Stephen Hillenburg e Mark Osborne (2004)
- Johnny Bravo – serie animata, 1 episodio (2004)
- Due fantagenitori – serie animata, 1 episodio (2004)
- I Simpson - serie animata, episodi 10x05, 17x01 (2005)
- Madagascar 2, regia di Eric Darnell e Tom McGrath (2008)
- Le 5 leggende (Rise of the Guardians), regia di Peter Ramsey (2012)
- Baby Boss (The Boss Baby), regia di Tom McGrath (2017)
- Arctic - Un'avventura glaciale (Arctic Dogs), regia di Aaron Woodley (2019)
- Baby Boss 2 - Affari di famiglia (The Boss Baby 2: Family Business), regia di Tom McGrath (2021)

### Produttore
- Omicidio a New Orleans (Heaven's Prisoners), regia di Phil Joanou (1996) – produttore esecutivo
- The Confession, regia di David Hugh Jones (1998)
- Il processo di Norimberga (Nuremberg) – miniserie TV (2000)
- Hollywood, Vermont., regia di David Mamet (2000) – produttore esecutivo
- L'uomo dal doppio passato (Second Nature), regia di Ben Bolt (2003) – produttore esecutivo
- Patto con il diavolo (Shortcut to Happiness), regia di Alec Baldwin (2007)
- Elaine Stritch: Shoot Me, regia di Chiemi Karasawa (2013)

### Regista
- Patto con il diavolo (Shortcut to Happiness, 2004)

### Sceneggiatore
- Law & Order - I due volti della giustizia (Law & Order) – serie TV, episodio 8x23 (1990)

## Teatro
- Il malloppo di Joe Orton, regia di John Tillinger. Music Box Theatre di Broadway (1986)
- Serious Money di Caryl Churchill, regia di Max Stafford-Clark. Bernard B. Jacobs Theatre di Broadway (1988)
- Prelude to a Kiss di Craig Lucas, regia di Norman René. Circle Repertory Theatre dell'Off Broadway (1990)
- Un tram che si chiama Desiderio di Tennessee Williams, regia di Gregory Mosher. Ethel Barrymore Theatre di Broadway (1992)
- Macbeth di William Shakespeare, regia di George C. Wolfe. The Public Theater dell'Off Broadway (1998)
- Twentieth Century di Ben Hecht e Charles MacArthur, regia di Walter Bobbie. American Airlines Theatre di Broadway (2004)
- South Pacific, libretto di Joshua Logan e Oscar Hammerstein II, colonna sonora di Richard Rodgers, regia di Walter Bobbie. Carnegie Hall (2005)
- Entertaining Mr Sloane di Joe Orton, regia di Scott Ellis. Laura Pells Theatre dell'Off Broadway (2006)
- Equus di Peter Shaffer, regia di Tony Walton. Guild Hall di East Hampton (2010)
- Orphans di Lyle Kessler, regia di Daniel Sullivan. Gerald Schoenfeld Theatre di Broadway (2013)
- Celebrity Autobiography di Eugene Pack e Dayle Reyfel. Marquis Theatre di Broadway (2018)

## Doppiatori italiani
Nelle versioni in italiano delle opere in cui ha recitato, Alec Baldwin è stato doppiato da:
- Paolo Buglioni in Una donna in carriera, Malice - Il sospetto, L'Uomo Ombra, Codice Mercury, ...e alla fine arriva Polly, The Aviator, Elizabethtown, The Good Shepherd - L'ombra del potere, To Rome with love, Blue Jasmine, Law & Order - Unità vittime speciali, Still Alice, Sotto il cielo delle Hawaii, Mission: Impossible - Rogue Nation, L'eccezione alla regola, Parigi può attendere, Il camerino di Julie, Mission: Impossible - Fallout, BlacKkKlansman, Ubriachi d'amore, Will & Grace (st. 9-10), Motherless Brooklyn - I segreti di una città, Chick Fight - Le ragazze del ring, Dr. Death, Il magico mondo di Billie
- Massimo Rossi in L'agguato - Ghosts from the Past, Hollywood, Vermont, L'uomo dal doppio passato, Il gatto... e il cappello matto, 30 Rock, È complicato, Sedotti e abbandonati, 97 minuti
- Luca Ward in Talk Radio, Alice, Getaway, Il giurato, The Confession, Ladri per la pelle, The Cooler, Las Vegas (ep. 2x09)
- Sergio Di Stefano in L'urlo dell'odio, Pearl Harbor, Last Shot, Friends, La custode di mia sorella
- Francesco Pannofino in L'occasione per cambiare, Dick e Jane - Operazione furto, Las Vegas (ep. 1x12), Correndo con le forbici in mano
- Roberto Pedicini ne Il processo di Norimberga, The Departed - Il bene e il male, Rock of Ages, A Star is Born
- Mario Cordova in Omicidio a New Orleans, Pluto Nash, Zona d'ombra
- Luciano Marchitiello in Houston pronto soccorso, Una vedova allegra... ma non troppo
- Massimo Lodolo in Bella, bionda... e dice sempre sì, Will & Grace (st. 7-8)
- Antonio Sanna in Sweet Revenge, Un amore rinnovato
- Luca Biagini in Suburban Girl, La ragazza del mio migliore amico
- Saverio Moriones in Americani
- Francesco Prando in Riccardo III - Un uomo, un re
- Sergio Di Giulio in Miami Blues
- Marco Mete in Caccia a Ottobre Rosso
- Carlo Cosolo in Un tram che si chiama desiderio
- Mauro Gravina in Beetlejuice - Spiritello porcello
- Angelo Maggi in Doppia anima
- Fabrizio Temperini in Great Balls of Fire! - Vampate di fuoco
- Nino D'Agata in Notting Hill
- Stefano Mondini in Path to War - L'altro Vietnam
- Massimiliano Lotti in Nip/Tuck
- Natale Ciravolo ne La prima volta di Niky
- Guido Rutta in The Doctors
- Fabrizio Russotto in Patto con il diavolo
- Diego Reggente in The Looming Tower

Da doppiatore è sostituito da:
- Paolo Buglioni ne Il trenino Thomas, Gli uomini della preistoria
- Sergio Di Stefano in Un giorno da ricordare, I Tenenbaum
- Massimo Rossi in Baby Boss, Baby Boss 2 - Affari di famiglia
- Francesco Prando ne I Simpson (ep. 10x05)
- Stefano De Sando in Madagascar 2
- Stefano Mondini in Spongebob - Il film
- Fabrizio Pucci ne I Simpson (ep. 17x01)
- Dario Penne in Come cani e gatti
- Gabriele Lopez in Due fantagenitori
- Paolo De Santis in World in Conflict
- Roberto Pedicini in Final Fantasy
- Francesco Pannofino ne Le 5 leggende
- Stefano Fresi in Arctic - Un'avventura glaciale

## Riconoscimenti
- Premio Oscar
  - 2004 – Candidatura per il miglior attore non protagonista per The Cooler
- Golden Globe
  - 1996 – Candidatura per il miglior attore in una mini-serie o film per la televisione per Un tram che si chiama Desiderio
  - 2001 – Candidatura per il miglior attore in una mini-serie o film per la televisione per Il processo di Norimberga
  - 2003 – Candidatura per il miglior attore non protagonista in una serie per Path to War - L'altro Vietnam
  - 2004 – Candidatura per il miglior attore non protagonista per The Cooler
  - 2007 – Miglior attore in una serie commedia o musicale per 30 Rock
  - 2008 – Candidatura per il miglior attore in una serie commedia o musicale per 30 Rock
  - 2009 – Miglior attore in una serie commedia o musicale per 30 Rock
  - 2010 – Miglior attore in una serie commedia o musicale per 30 Rock
  - 2011 – Candidatura per il miglior attore in una serie commedia o musicale per 30 Rock
  - 2012 – Candidatura per il miglior attore in una serie commedia o musicale per 30 Rock
  - 2013 – Candidatura per il miglior attore in una serie commedia o musicale per 30 Rock
- BAFTA
  - 2010 – Candidatura per il miglior attore non protagonista per È complicato
- Premio Emmy
  - 1996 – Candidatura per il miglior attore protagonista in una miniserie o speciale televisivo per Un tram che si chiama Desiderio
  - 2001 – Candidatura per il miglior miniserie per Il processo di Norimberga
  - 2002 – Candidatura per il miglior attore non protagonista in una miniserie o film televisivo per Path to War – L'altro Vietnam
  - 2005 – Candidatura per il miglior attore guest in una serie commedia per Will & Grace
  - 2006 – Candidatura per il miglior attore guest in una serie commedia per Will & Grace
  - 2007 – Candidatura per il miglior attore protagonista in una serie commedia per 30 Rock
  - 2008 – Miglior attore protagonista in una serie commedia per 30 Rock
  - 2009 – Miglior attore protagonista in una serie commedia per 30 Rock
  - 2010 – Candidatura per il miglior attore protagonista in una serie commedia per 30 Rock
  - 2010 – Candidatura per il miglior programma speciale per l'82ª edizione della cerimonia di premiazione degli Oscar
  - 2011 – Candidatura per la miglior serie commedia per 30 Rock
  - 2011 – Candidatura per il miglior attore protagonista in una serie commedia per 30 Rock
  - 2012 – Candidatura per la miglior serie commedia per 30 Rock
  - 2012 – Candidatura per il miglior attore protagonista in una serie commedia per 30 Rock
  - 2013 – Candidatura per la miglior serie commedia per 30 Rock
  - 2013 – Candidatura per il miglior attore protagonista in una serie commedia per 30 Rock
  - 2017 – Candidatura per la miglior conduzione di un reality per Match Game
  - 2017 – Miglior attore non protagonista in una serie commedia per Saturday Night Live
  - 2018 – Candidatura per il miglior attore non protagonista in una serie commedia per Saturday Night Live
  - 2021 – Candidatura per il miglior attore non protagonista in una serie commedia per Saturday Night Live
- Screen Actors Guild Award
  - 1996 – Candidatura per il miglior attore in una miniserie o film televisivo per Un tram che si chiama Desiderio
  - 2004 – Candidatura per il miglior attore non protagonista cinematografico per Il processo di Norimberga
  - 2005 – Candidatura per il miglior cast cinematografico per The Aviator
  - 2007 – Candidatura per il miglior cast cinematografico per The Departed - Il bene e il male
  - 2007 – Miglior attore in una serie commedia per 30 Rock
  - 2008 – Miglior attore in una serie commedia per 30 Rock
  - 2008 – Candidatura per il miglior cast in una serie commedia per 30 Rock
  - 2009 – Miglior attore in una serie commedia per 30 Rock
  - 2009 – Miglior cast in una serie commedia per 30 Rock
  - 2010 – Miglior attore in una serie commedia per 30 Rock
  - 2010 – Candidatura per il miglior cast in una serie commedia per 30 Rock
  - 2011 – Miglior attore in una serie commedia per 30 Rock
  - 2011 – Candidatura per il miglior cast in una serie commedia per 30 Rock
  - 2012 – Miglior attore in una serie commedia per 30 Rock
  - 2012 – Candidatura per il miglior cast in una serie commedia per 30 Rock
  - 2013 – Miglior attore in una serie commedia per 30 Rock
  - 2013 – Candidatura per il miglior cast in una serie commedia per 30 Rock
- Tony Award
  - 1992 – Candidatura per il miglior attore protagonista in un'opera teatrale per Un tram che si chiama Desiderio
- Altri premi
  - 2003: National Board of Review Award al miglior attore non protagonista per The Cooler
  - 2003: Nomination Razzie Award al peggior attore non protagonista per Il gatto... e il cappello matto